# Bezbednost veb aplikacija
Bezbednost veb sajtova je grana bezbednosti informacija koja se bavi bezbednošću veb sajtova, veb aplikacija i veb servisa. Bezbednost veb aplikacija se oslanja na principe bezbednosti aplikacija uopšte, ali ih primenjuje specifično za internet i veb sisteme. Obično se veb aplikacije razvijaju korišćenjem programskih jezika kao sto su PHP, Java, Python , Rubi, ASP.NET, C Sharp, ASP.

## Bezbednosne pretnje
Sa pojavom Veb 2.0, povećanjem deljenja informacija preko socijalnih mreža i korišćenjem veba kao sredstva poslovanja i pružanja različitih informacija, sajtovi često bivaju direktno napadnuti. Hakeri ili nastoje da kompromituju korporativnu mrežu ili navode krajnje korisnike koji pristupaju mreži ka preuzimanju sadržaja čijeg rizika nisu svesni (virusi).
Kao rezultat toga, industrija obraća veliku pažnju na bezbednost samih veb aplikacija, pored bezbednosti osnovne računarske mreže i operativnih sistema. Većina napada na veb aplikacije se dešava kroz kros-sajt skriptovanje (XSS) i SQL injekcije koje su obično rezultat pogrešnog kodiranja i neuspešnog dobijanja izlaza iz veb aplikacije. Oni su u 2009. godini rangirani na CWE/SANS Top 25 najopasnijih programerskih grešaka. U 2012, vrhunske ranjivosti uključuju:
- Kros-sajt skriptovanje, 37%
- SQL injekcije, 16%
- Izvršavanje koda, 4%
- Korupcija memorije, 4%
- Falsifikovanje kros-sajt zahteva, 4%
- Otkriće informacija, 3%
- Arbitraža datoteka, 3%
- Uključivanje lokalnih datoteka, 2%
- Uključivanje udaljenih datoteka, 1%
- Prekoračenje bafera, 1%
- Ostalo (PHP injekcije, Javascript injekcije, itd.), 15%

## Bezbednosni standardi
OWASP je projekat bezbednosti veb aplikacija slobodnog koda. Posebno je značajan OWASP TOP 10 koji detaljno objavljuje glavne pretnje veb aplikacijama. Konzorcijum za bezbednost veb aplikacija (WASC) je kreirao bazu u kojoj se čuvaju svi propusti koji su se desili (Web Hacking Incident Database), kao i projekte otvorenog koda koji na najbolji način dokumentuju sigurnost veb aplikacija.

## Bezbednosne tehnologije
Dok se bezbednost u osnovi zasniva na ljudima i procesima, postoji veliki broj tehničkih rešenja uzetih u obzir prilikom projektovanja, izgradnje i testiranja sigurnosti veb aplikacija. Na visokom nivou, ova rešenja uključuju:
- Crna kutija (alatke za testiranje kao sto su skeneri sigurnosti veb aplikacija[9], softveri za pronalaženje propusta u sistemu )
- Bela kutija (alatke za testiranje kao sto su statički analizatori izvornog koda[10])
- Alati koji se koriste za testiranje ulaza[11]
- Zaštitni zid[12] za veb aplikacije
- Alati za testiranje jačine lozinke